# エンプティ・セラ症候群

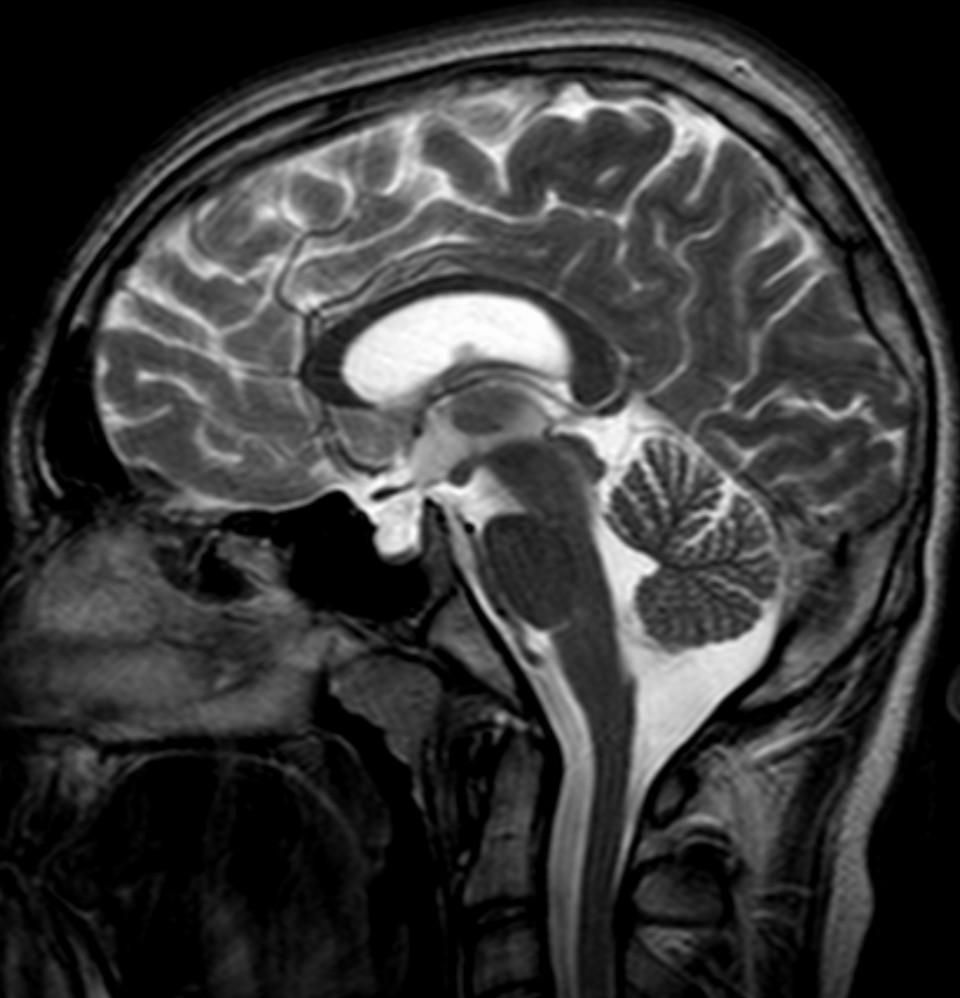
MRI (T2強調画像）でのエンプティ・セラ症候群

エンプティ・セラ症候群（エンプティ・セラしょうこうぐん、英: Empty sella syndrome）とはクモ膜下腔がトルコ鞍内に嵌入し、トルコ鞍が脳脊髄液で満たされる病気のこと。
トルコ鞍が空虚でMRIなどで鞍内が髄液で満たされることにより診断される。原発性と続発性があり、原発性は中年女性に多く視力障害、頭痛、内分泌症状を、続発性では下垂体手術や放射線療法後に起こる。
無症状のことが多いが、術後短期間で視力障害が再発するような例では開頭術を行う。